# ستاره‌ای متولد شده‌است (فیلم ۱۹۳۷)
ستاره‌ای متولد شده است (انگلیسی: A Star Is Born) فیلمی در ژانر درام به کارگردانی ویلیام ولمن و جک کانوی است که در سال ۱۹۳۷ منتشر شد.

## بازیگران
- جنت گینور
- فردریک مارچ
- آدولف منژو
- می رابسون
- اندی دیواین
- اوون مور
- ادگار کندی
- فرانسیس فورد
- آرتور هویت
- کارول لندیس
- جین آکر
- اولین هولند
- پگی وود
- کلارا بلندیک
- جرج چندلر
- لایونل استندر
- رابرت اِمِـت اوکانر
- ویرا استدمن
- فرد تونز
- لیلیان هارمر
- هری سی. بردلی
- متی کمپ
- کلاد کینگ

## اسکار
جوایز
- جایزه اسکار بهترین فیلم‌نامه غیراقتباسی: ویلیام ولمن, رابرت کارسون
- جایزه اسکار افتخاری: برای دبلیو. هوارد گرین برای فیلم‌برداری رنگی فیلم ستاره‌ای متولد شده است.

نامزدها
- جایزه اسکار بهترین فیلم: Selznick International Pictures; اولین فیلم رنگی نامزد شده برای بهترین فیلم.
- جایزه اسکار بهترین کارگردانی: ویلیام ولمن
- جایزه اسکار بهترین بازیگر نقش اول مرد: فردریک مارچ
- جایزه اسکار بهترین بازیگر نقش اول زن: جنت گینور
- جایزه اسکار بهترین دستیار کارگردان: اریک استیسی
- جایزه اسکار بهترین فیلم‌نامه اقتباسی: دوروتی پارکر, آلن کمپل, رابرت کارسون